# Lofoyi (rivière, affluent de la Lufira)
Pour les articles homonymes, voir Lofoi.
La Lofoyi ou Lofoï est une rivière du territoire de Kasenga dans la province du Haut-Katanga en république démocratique du Congo. Sur son parcours se situe les chutes de la Lofoyi. 